# Gli Orazi e i Curiazi
Gli Orazi e i Curiazi (Horatierna och Curatierna) är en italiensk opera (tragedia per musica) i tre akter med musik av Domenico Cimarosa och libretto av Antonio Simeone Sografi efter Pierre Corneilles drama Horace (1639).

## Historia
Operan hade premiär den 28 december 1796 på La Fenice i Venedig. Efter en fiaskoartad start vändes snart motgången till succé och utvalda arior kopierades och spreds över hela Europa. Den engelska premiären 1805 var en personlig framgång för sopranen Giuseppina Grassini, till vilken operan hade komponerats, och den 18 januari 1810 framfördes operan i en privat föreställning för kejsare Napoleon.
Tack vare strukturen i Sografis libretto anses operan vara mycket modern. Flerdelade arior och komplexa scener kombineras med ett rörligt system av körer. Det finns flera arior med körer och ett flertal ensemblenummer som för operan långt framför den sedvanliga operans rigida föregångare. Material från Gli Orazi e i Curiazi återanvände Cimarosa i sin nästa opera Achille all'assedio in Troia. Senare reviderad som oratoriet La morte di Asalone. Handlingen rör fejden mellan de två romerska familjerna Horatierna och Curatierna.

## Personer
- Publio Orazio (tenor)
- Marco Orazio (tenor)
- Orazia (mezzosopran/kontraalt)
- Curiazio (soprakastrat)
- Sabina (sopran)
- Licinio (soprankastrat)
- Il Gran sacerdote (bas)
- L'augure (bas)
- l'oracolo (bas)
- Tullo Ostilio (tenor)
- Mezio Fufezio (tenor)

## Handling
Orazia har lojalitetssvårigheter gentemot sin make Curiazio. Hon mördas slutligen av sin broder.